# Grapholitini
Az Grapholitini a sodrómolyfélék (Tortricidae) tükrösmolyformák (Olethreutinae) alcsaládjának egyik nemzetsége. Fajainak többségét magyarul valamilyen tükrösmolynak, gyökérfúró molynak, gubacsmolynak, magmolynak vagy magrágómolynak hívják.

## Származásuk, elterjedésük
A taxon 63, illetve 73 nemébe 2013-ban több mint 900 fajt soroltak. A fajok többsége a trópusokon él. Európában 8 nemük fajai fordulnak elő; ezeket a nemek felsorolásánál külön jelöljük.

## Rendszertani felosztásuk
A nemzetség nemeit a Wikispecies alapján soroljuk föl:
- Acanthoclita
  - Agriophanes
  - Amabrana
  - Andrioplecta
  - Apocydia
  - Archiphlebia
  - Articolla
  - Balbis
  - Bhagwantolita
  - Centroxena
  - Coccothera
  - Commoneria
  - Coniostola
  - Corticivora — Európában egy faja él
  - Cryptophlebia
  - Cryptoschesis
  - Cydia — Európában 57 faja él
  - Dichrorampha — Európában 53 faja él
  - Dierlia
  - Dracontogena
  - Ecdytolopha
  - Ethelgoda
  - Eucosmocydia
  - Fulcrifera
  - Goditha
  - Grapholita — Európában 2 fajcsoportjában 6, illetve 19 faja él
  - Gymnandrosoma
  - Hyposarotis
  - Ioditis
  - Ixonympha
  - Karacaoglania
  - Kenyatta
  - Larisa
  - Laspeyresina
  - Lathronympha — Európában 4 faja él
  - Leguminivora
  - Licigena
  - Loranthacydia
  - Lusterala
  - Macrocydia
  - Matsumuraeses
  - Microsarotis
  - Muhabbetina
  - Multiquaestia
  - Notocydia
  - Ofatulena
  - Pammene — Európában 41 faja él
  - Pammenemima
  - Pammenitis
  - Pammenopsis
  - Parapammene
  - Parienia
  - Phloerampha
  - Procoronis
  - Pseudogalleria
  - Pseudopammene
  - Ranapoaca
  - Ricula
  - Riculoides
  - Riculorampha
  - Satronia
  - Selania — Európában 4 faja él
  - Sereda
  - Spanistoneura
  - Statignatha
  - Stenentoma
  - Stephanopyga
  - Strophedra — Európában 2 faja él
  - Tachirinia
  - Talponia
  - Thaumatotibia
  - Thylacandra
  - Thylacogaster

## Magyarországi fajok
Magyarországon 7 nem fajai élnek:
- Cydia (Hb., 1825
  - mogyorómoly (Cydia amplana (Hb., 1799) — Magyarországon közönséges (Fazekas, 2001; Buschmann, 2004; Mészáros, 2005; Pastorális, 2011; Pastorális & Szeőke, 2011);
  - fenyőhajtás-tükrösmoly (Cydia conicolana Heylaerts, 1874) — Magyarországon sokfelé előfordul (Fazekas, 2001; Buschmann, 2004; Pastorális, 2011);
  - fenyőrákmoly (Cydia coniferana Saxesen, 1840) — Magyarországon többfelé előfordul (Fazekas, 2001; Buschmann, 2004; Pastorális, 2011; Pastorális & Szeőke, 2011);
  - rezgőnyár-gubacsmoly (Cydia corollana Hb., 1823) — Magyarországon szórványos (Pastorális, 2011);
  - gyantarágó tükrösmoly (Cydia cosmophorana Treitschke, 1835) — Magyarországon szórványos (Pastorális, 2011; Pastorális & Szeőke, 2011);
  - barna fenyőkéregmoly (Cydia duplicana Zetterstedt, 1839) — Magyarországon többfelé előfordul (Pastorális, 2011);
  - déli magrágómoly (Cydia exquisitana Rebel, 1889) — Magyarországon szórványos (Pastorális, 2011);
  - bükkmakkmoly (Cydia fagiglandana Zeller, 1841) — Magyarországon közönséges (Horváth, 1997; Fazekas, 2001; Buschmann, 2004; Mészáros, 2005; Pastorális, 2011; Pastorális & Szeőke, 2011);
  - északi tükrösmoly (Cydia grunertiana Ratzeburg, 1868) — Magyarországon szórványos (Pastorális, 2011);
  - spanyol tükrösmoly (Cydia ilipulana Walsingham, 1903) — Magyarországon szórványos (Pastorális, 2011);
  - fenyőhajtás-gubacsmoly (Cydia illutana Herrich-Schäffer, 1851) — Magyarországon szórványos (Pastorális, 2011);
  - vörösfenyő-tobozmoly (Cydia indivisa Danilevsky, 1963) — Magyarországon szórványos (Pastorális, 2011);
  - juharmag-tükrösmoly (Cydia inquinatana Hb., 1799) — Magyarországon szórványos (Pastorális, 2011; Pastorális & Szeőke, 2011);
  - keleti magrágómoly (Cydia leguminana Lienig & Zeller, 1846) — Magyarországon többfelé előfordul (Pastorális, 2011);
  - lucerna-magrágómoly (Cydia medicaginis Kuznetzov, 1962) — Magyarországon sokfelé előfordul (Pastorális, 2011; Pastorális & Szeőke, 2011);
  - iglice-magrágómoly (Cydia microgrammana Guenée, 1845) — Magyarországon sokfelé előfordul (Pastorális, 2011);
  - vörösfenyő-gubacsmoly (Cydia milleniana Adamczewski, 1967) — Magyarországon szórványos (Pastorális, 2011);
  - borsómoly (Cydia nigricana, C. rusticella Fabricius, 1794) — Magyarországon sokfelé előfordul (Fazekas, 2001; Mészáros, 2005; Pastorális, 2011; Pastorális & Szeőke, 2011);
  - csajkavirágmoly (Cydia oxytropidis Martini, 1912) — Magyarországon közönséges (Fazekas, 2001; Pastorális, 2011; Buschmann, 2004; Pastorális & Szeőke, 2011);
  - fenyőkéregmoly (Cydia pactolana Zeller, 1840) — Magyarországon közönséges (Fazekas, 2001; Buschmann, 2004; Pastorális, 2011; Pastorális & Szeőke, 2011);
  - almamoly (Cydia pomonella L., 1758) — Magyarországon közönséges (Fazekas, 2001; Buschmann, 2004; Mészáros, 2005; Pastorális, 2011; Pastorális & Szeőke, 2011);
  - körtemoly (Cydia pyrivora Danilevsky, 1947) — Magyarországon közönséges (Fazekas, 2001; Buschmann, 2004; Mészáros, 2005; Pastorális, 2011; Pastorális & Szeőke, 2011);
  - kecskefűz-gubacsmoly (Cydia servillana Duponchel, 1836) — Magyarországon többfelé előfordul (Fazekas, 2001; Pastorális, 2011);
  - tölgymakkmoly (Cydia splendana, C triangulella, C. penkleriana Hb., 1799) — Magyarországon közönséges (Fazekas, 2001; Buschmann, 2004; Mészáros, 2005; Pastorális, 2011; Pastorális & Szeőke, 2011);
  - fenyőhajtásmoly (Cydia strobilella L., 1758) — Magyarországon sokfelé előfordul (Buschmann, 2004; Pastorális, 2011; Pastorális & Szeőke, 2011);
  - kerepmagmoly (Cydia succedana Denis & Schiffermüller, 1775) — Magyarországon közönséges (Fazekas, 2001; Buschmann, 2004; Pastorális, 2011; Pastorális & Szeőke, 2011);
- Dichrorampha (Guenée, 1845)
  - réti gyökérfúrómoly (Dichrorampha acuminatana Lienig & Zeller, 1846) — Magyarországon közönséges (Fazekas, 2001; Buschmann, 2004; Pastorális, 2011; Pastorális & Szeőke, 2011);
  - angol gyökérfúrómoly (Dichrorampha aeratana Pierce & Metcalfe, 1915) — Magyarországon többfelé előfordul (Pastorális, 2011; Pastorális & Szeőke, 2011);
  - fürge gyökérfúrómoly (Dichrorampha agilana Tengström, 1848) — Magyarországon szórványos (Pastorális, 2011);
  - cickafark-gyökérfúrómoly (Dichrorampha alpinana Treitschke, 1830) — Magyarországon szórványos (Pastorális, 2011);
  - aranyló gyökérfúrómoly (Dichrorampha cacaleana Herrich-Schäffer, 1851) — Magyarországon szórványos (Horváth, 1997);
  - szürkés gyökérfúrómoly (Dichrorampha cinerascens Danilevsky, 1948) — Magyarországon szórványos (Horváth, 1997; Pastorális, 2011);
  - fahéjszínű gyökérfúrómoly (Dichrorampha cinerosana Herrich-Schäffer, 1851) — Magyarországon szórványos (Pastorális, 2011);
  - hegyes szárnyú gyökérfúrómoly (Dichrorampha consortana Stephens, 1852) — Magyarországon szórványos (Pastorális, 2011);
  - választójeles gyökérfúrómoly (Dichrorampha distinctana Heinemann, 1863) — Magyarországon szórványos (Pastorális, 2011);
  - sárgaszegélyű gyökérfúrómoly (Dichrorampha flavidorsana Knaggs, 1867) — Magyarországon szórványos (Pastorális, 2011);
  - pipitér-gyökérfúrómoly (Dichrorampha gruneriana Herrich-Schäffer, 1851) — Magyarországon többfelé előfordul (Pastorális, 2011; Pastorális & Szeőke, 2011);
  - barna gyökérfúrómoly (Dichrorampha heegerana Duponchel, 1843) — Magyarországon sokfelé előfordul (Horváth, 1997; Buschmann, 2004; Pastorális, 2011; Pastorális & Szeőke, 2011);
  - hegyi gyökérfúrómoly (Dichrorampha montanana Duponchel, 1843) — Magyarországon többfelé előfordul (Pastorális, 2011);
  - sötétbarna gyökérfúrómoly (Dichrorampha nigrobrunneana Toll, 1942) — Magyarországon szórványos (Pastorális, 2011);
  - homályos gyökérfúrómoly (Dichrorampha obscuratana Wolff, 1955) — Magyarországon szórványos (Pastorális, 2011; Pastorális & Szeőke, 2011);
  - közönséges gyökérfúrómoly (Dichrorampha petiverella L., 1758) — Magyarországon közönséges (Fazekas, 2001; Pastorális, 2011; Pastorális & Szeőke, 2011);
  - ólomcsíkos gyökérfúrómoly (Dichrorampha plumbagana Treitschke, 1830) — Magyarországon szórványos (Pastorális, 2011; Pastorális & Szeőke, 2011);
  - sötét gyökérfúrómoly (Dichrorampha plumbana Scopoli, 1763) — Magyarországon többfelé előfordul (Fazekas, 2001; Pastorális, 2011; Pastorális & Szeőke, 2011);
  - lengyel gyökérfúrómoly (Dichrorampha podoliensis Toll, 1942) — Magyarországon szórványos (Pastorális, 2011; Pastorális & Szeőke, 2011);
  - olívzöld gyökérfúrómoly (Dichrorampha sedatana Busck, 1906) — Magyarországon szórványos (Pastorális, 2011);
  - szürke gyökérfúrómoly (Dichrorampha senectana Guenée, 1845) — Magyarországon szórványos (Pastorális, 2011);
  - fehérfoltos gyökérfúrómoly (Dichrorampha sequana (Hb., 1799) — Magyarországon sokfelé előfordul (Pastorális, 2011; Pastorális & Szeőke, 2011);
  - feketeüröm-gyökérfúrómoly (Dichrorampha simpliciana Haworth, 1811) — Magyarországon közönséges (Horváth, 1997; Buschmann, 2004; Pastorális, 2011; Pastorális & Szeőke, 2011);
  - aranyszegélyű gyökérfúrómoly (Dichrorampha vancouverana, D. gueneeana McDunnough, 1935) — Magyarországon sokfelé előfordul (Horváth, 1997; Fazekas, 2001; Pastorális, 2011; Pastorális & Szeőke, 2011);
- Grapholita (Treitschke, 1829)
  - baltacim-magrágómoly (Grapholita caecana Schläger, 1847) — Magyarországon többfelé előfordul (Pastorális, 2011; Pastorális & Szeőke, 2011);
  - lucernahüvelymoly (Grapholita compositella Fabricius, 1775) — Magyarországon közönséges (Fazekas, 2001; Mészáros, 2005; Pastorális, 2011);
  - koronafürt-magrágómoly (Grapholita coronillana Lienig & Zeller, 1846) — Magyarországon többfelé előfordul (Fazekas, 2001; Mészáros, 2005; Pastorális, 2011; Pastorális & Szeőke, 2011);
  - kis kendermoly (Grapholita delineana, G. sinana Walker, 1863) — Magyarországon többfelé előfordul (Buschmann, 2004; Mészáros, 2005; Pastorális, 2011; Pastorális & Szeőke, 2011);
  - levantei magrágómoly (Grapholita difficilana Walsingham, 1900) — Magyarországon szórványos (Pastorális, 2011);
  - komlómagmoly (Grapholita discretana Wocke, 1861) — Magyarországon többfelé előfordul (Fazekas, 2001; Pastorális, 2011; Pastorális & Szeőke, 2011);
  - bükkönymagmoly (Grapholita fissana Frölich, 1828) — Magyarországon közönséges (Fazekas, 2001; Buschmann, 2004; Pastorális, 2011; Pastorális & Szeőke, 2011);
  - szilvamoly (Grapholita funebrana Treitschke, 1835) — Magyarországon közönséges (Fazekas, 2001; Buschmann, 2004; Mészáros, 2005; Pastorális, 2011; Pastorális & Szeőke, 2011);
  - lednekmagmoly (Grapholita gemmiferana Treitschke, 1835) — Magyarországon közönséges (Buschmann, 2004; Pastorális, 2011; Pastorális & Szeőke, 2011);
  - galagonyabogyó-tükrösmoly (Grapholita janthinana Duponchel, 1835) — Magyarországon sokfelé előfordul (Fazekas, 2001; Pastorális, 2011; Pastorális & Szeőke, 2011);
  - bükkönyrágó tükrösmoly (Grapholita jungiella Clerck, 1759) — Magyarországon többfelé előfordul (Pastorális, 2011);
  - fényes magrágómoly (Grapholita larseni Rebel, 1903) — Magyarországon szórványos (Pastorális, 2011);
  - rekettyerügymoly (Grapholita lathyrana, G. krausiana Hb., 1813) — Magyarországon szórványos (Fazekas, 2001; Pastorális, 2011);
  - almamagmoly (Grapholita lobarzewskii Nowicki, 1860) — Magyarországon sokfelé előfordul (Fazekas, 2001; Pastorális, 2011; Pastorális & Szeőke, 2011);
  - fehérfoltos borsómoly (Grapholita lunulana, G. dorsana Denis & Schiffermüller, 1775) — Magyarországon szórványos (Pastorális, 2011; Pastorális & Szeőke, 2011);
  - keleti gyümölcsmoly (Grapholita molesta Busck, 1916) — Magyarországon többfelé előfordul (Fazekas, 2001; Mészáros, 2005; Pastorális, 2011; Pastorális & Szeőke, 2011);
  - dudafürtmoly (Grapholita nebritana Treitschke, 1830) — Magyarországon sokfelé előfordul (Pastorális, 2011; Pastorális & Szeőke, 2011);
  - lednek-magrágómoly (Grapholita orobana Treitschke, 1830) — Magyarországon többfelé előfordul (Pastorális, 2011);
  - csüdfű-magrágómoly (Grapholita pallifrontana Lienig & Zeller, 1846) — Magyarországon sokfelé előfordul (Fazekas, 2001; Pastorális, 2011; Pastorális & Szeőke, 2011);
  - csipkebogyómoly (Grapholita tenebrosana Duponchel, 1843) — Magyarországon többfelé előfordul (Pastorális, 2011);
- Lathronympha (Meyrick, 1926)
  - orbáncfű-magrágómoly (Lathronympha strigana Fabricius, 1775) — Magyarországon közönséges (Fazekas, 2001; Buschmann, 2004; Pastorális, 2011; Pastorális & Szeőke, 2011);
- Pammene (Hb., 1825)
  - erdélyi tükrösmoly (Pammene agnotana Rebel, 1914) — Magyarországon szórványos (Pastorális, 2011; Pastorális & Szeőke, 2011);
  - sötét gubacsmoly (Pammene albuginana Guenée, 1845) — Magyarországon sokfelé előfordul (Pastorális, 2011; Pastorális & Szeőke, 2011);
  - mandulaszínű gubacsmoly (Pammene amygdalana Duponchel, 1842) — Magyarországon szórványos (Buschmann, 2004; Pastorális, 2011; Pastorális & Szeőke, 2011);
  - fekete szegélyű gubacsmoly (Pammene argyrana Hb., 1799) — Magyarországon sokfelé előfordul (Fazekas, 2001; Pastorális, 2011; Pastorális & Szeőke, 2011);
  - aranypettyes magrágómoly (Pammene aurana Fabricius, 1775) — Magyarországon többfelé előfordul (Pastorális, 2011);
  - aranyló tükrösmoly (Pammene aurita, P. aurantiana Razowski, 1991) — Magyarországon szórványos (Pastorális, 2011);
  - aranyfoltos magrágómoly (Pammene christophana Möschler, 1862) — Magyarországon szórványos (Pastorális, 2011);
  - makkfúrómoly (Pammene fasciana L., 1761) — Magyarországon közönséges (Fazekas, 2001; Buschmann, 2004; Pastorális, 2011; Pastorális & Szeőke, 2011);
  - kocsordmagmoly (Pammene gallicana Guenée, 1845) — Magyarországon szórványos (Pastorális, 2011);
  - francia gubacsmoly (Pammene gallicolana Lienig & Zeller, 1846) — Magyarországon szórványos (Pastorális, 2011; Pastorális & Szeőke, 2011);
  - kékcsíkos tükrösmoly (Pammene germmana Hb., 1799) — Magyarországon többfelé előfordul (Fazekas, 2001; Pastorális, 2011; Pastorális & Szeőke, 2011);
  - tükrös gubacsmoly (Pammene giganteana, P. inquilina Peyerimhoff, 1863) — Magyarországon sokfelé előfordul (Fazekas, 2001; Buschmann, 2004; Pastorális, 2011; Pastorális & Szeőke, 2011);
  - szil-tükrösmoly (Pammene ignorata Kuznetzov, 1968) — Magyarországon szórványos (Pastorális, 2011);
  - tölgygubacsmoly (Pammene insulana Guenée, 1845) — Magyarországon szórványos (Pastorális, 2011; Pastorális & Szeőke, 2011);
  - szürkés gubacsmoly (Pammene obscurana Stephens, 1834) — Magyarországon szórványos (Pastorális, 2011);
  - pompás gubacsmoly (Pammene ochsenheimeriana Lienig & Zeller, 1846) — Magyarországon szórványos (Fazekas, 2001; Pastorális, 2011);
  - magyar tölgymakkmoly (Pammene querceti Gozmány, 1957) — Magyarországon sokfelé előfordul (Pastorális, 2011; Pastorális & Szeőke, 2011);
  - hegyijuhar-magrágómoly (Pammene regiana Zeller, 1849) — Magyarországon szórványos (Pastorális, 2011);
  - galagonya-magrágómoly (Pammene rhediella Clerck, 1759) — Magyarországon sokfelé előfordul (Fazekas, 2001; Pastorális, 2011; Pastorális & Szeőke, 2011);
  - kökényvirág-tükrösmoly (Pammene spiniana Duponchel, 1843) — Magyarországon közönséges (Horváth, 1997; Pastorális, 2011; Pastorális & Szeőke, 2011);
  - pompás tükrösmoly (Pammene splendidulana Guenée, 1845) — Magyarországon többfelé előfordul (Fazekas, 2001; Pastorális, 2011; Pastorális & Szeőke, 2011);
  - aprófoltos tükrösmoly (Pammene suspectana Lienig & Zeller, 1846) — Magyarországon szórványos (Pastorális, 2011);
  - mezeijuhar-magrágómoly (Pammene trauniana Denis & Schiffermüller, 1775) — Magyarországon szórványos (Fazekas, 2001; Pastorális, 2011);
- Selania (Stephens, 1834)
  - viola-tükrösmoly (Selania leplastriana Curtis, 1831) — Magyarországon szórványos (Pastorális, 2011);
- Strophedra (Herrich-Schäffer, 1854)
  - tölgylevél-tükrösmoly (Strophedra nitidana Fabricius, 1794) — Magyarországon közönséges (Fazekas, 2001; Pastorális, 2011);
  - bükklevél-tükrösmoly (Strophedra weirana Douglas, 1850) — Magyarországon többfelé előfordul (Pastorális, 2011);